# Klokočí (district de Semily)
Pour les articles homonymes, voir Klokočí.
Klokočí (en allemand : Klokotsch) est une commune du district de Semily, dans la région de Liberec, en République tchèque. Sa population s'élevait à 
196 habitants en 2021.

## Géographie
Klokočí se trouve à 8 km à l'ouest de Semily, à 22 km au sud-est de Liberec et à 81 km au nord-est de Prague.
La commune est limitée par Koberovy et Loučky au nord et par Mírová pod Kozákovem à l'est, au sud et à l'ouest.

## Histoire
La première mention écrite de la localité date de 1312.

## Galerie

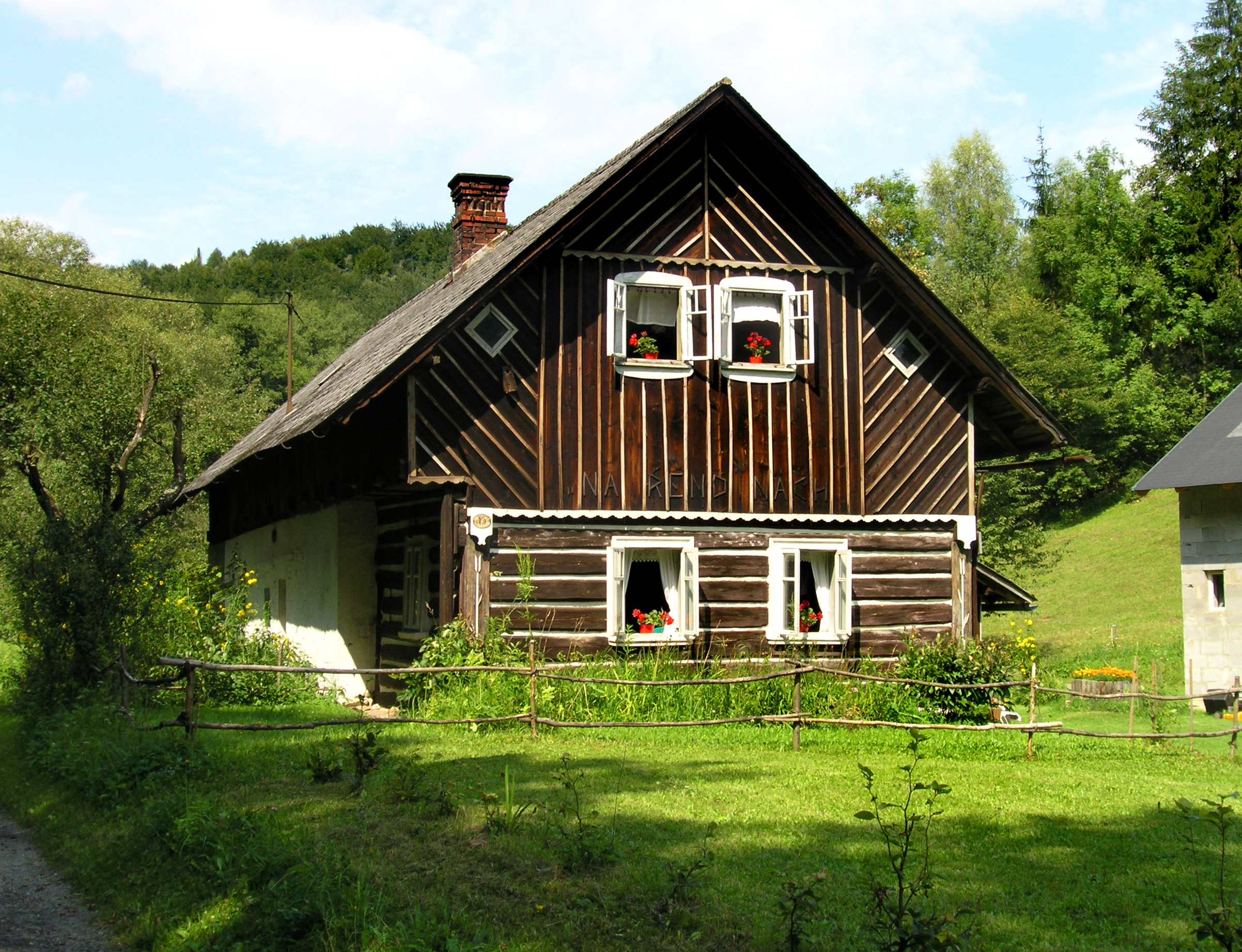
Architecture traditionnelle à Podloučky.
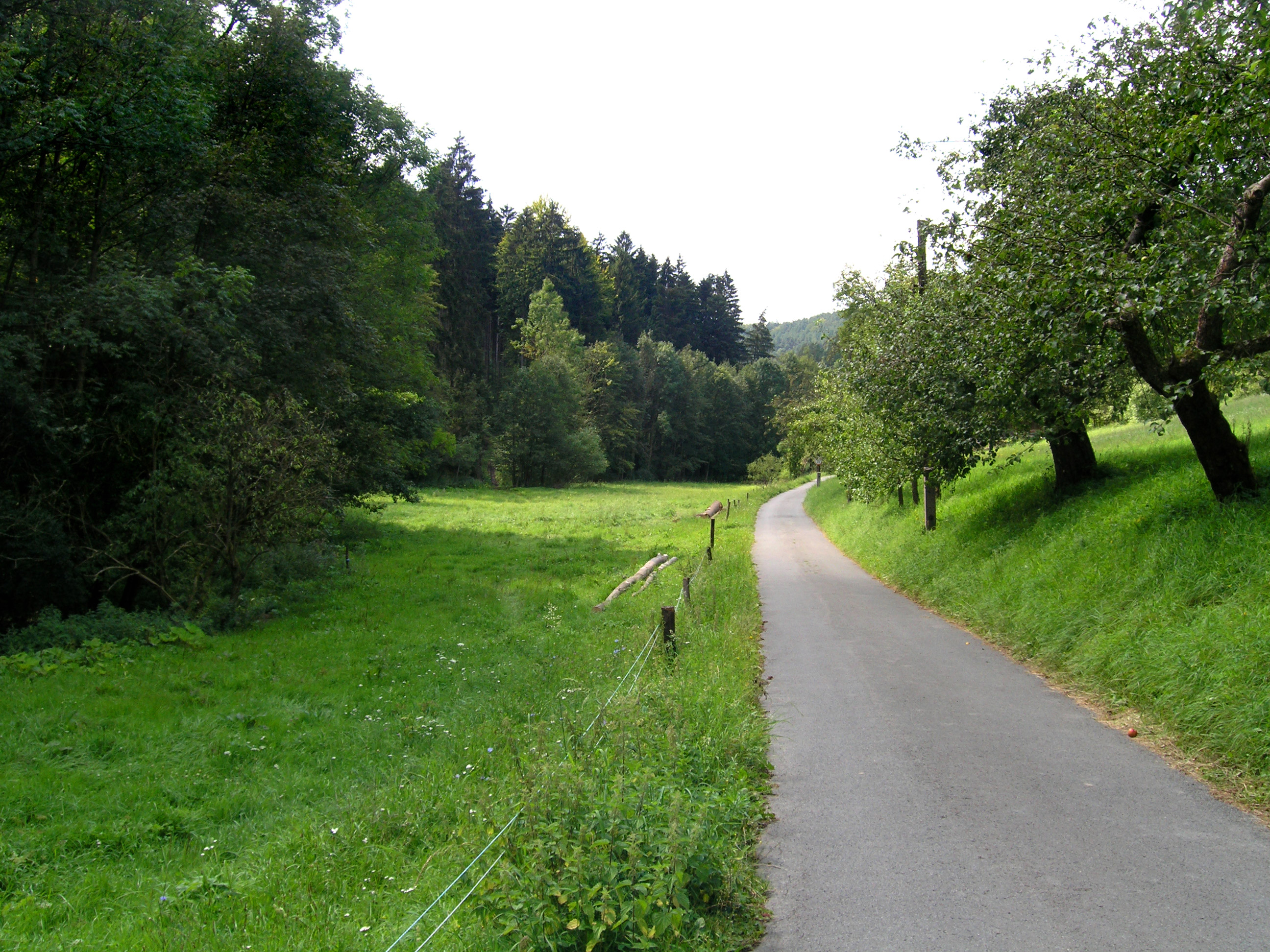
Podloučky : route de campagne.

Rochers de Klokočí
Les rochers de Klokočí skály sont une barre rocheuse bien visible d'environ 60 mètres de haut et 1 600 mètres de long, située au-dessus de la commune de Klokočí.

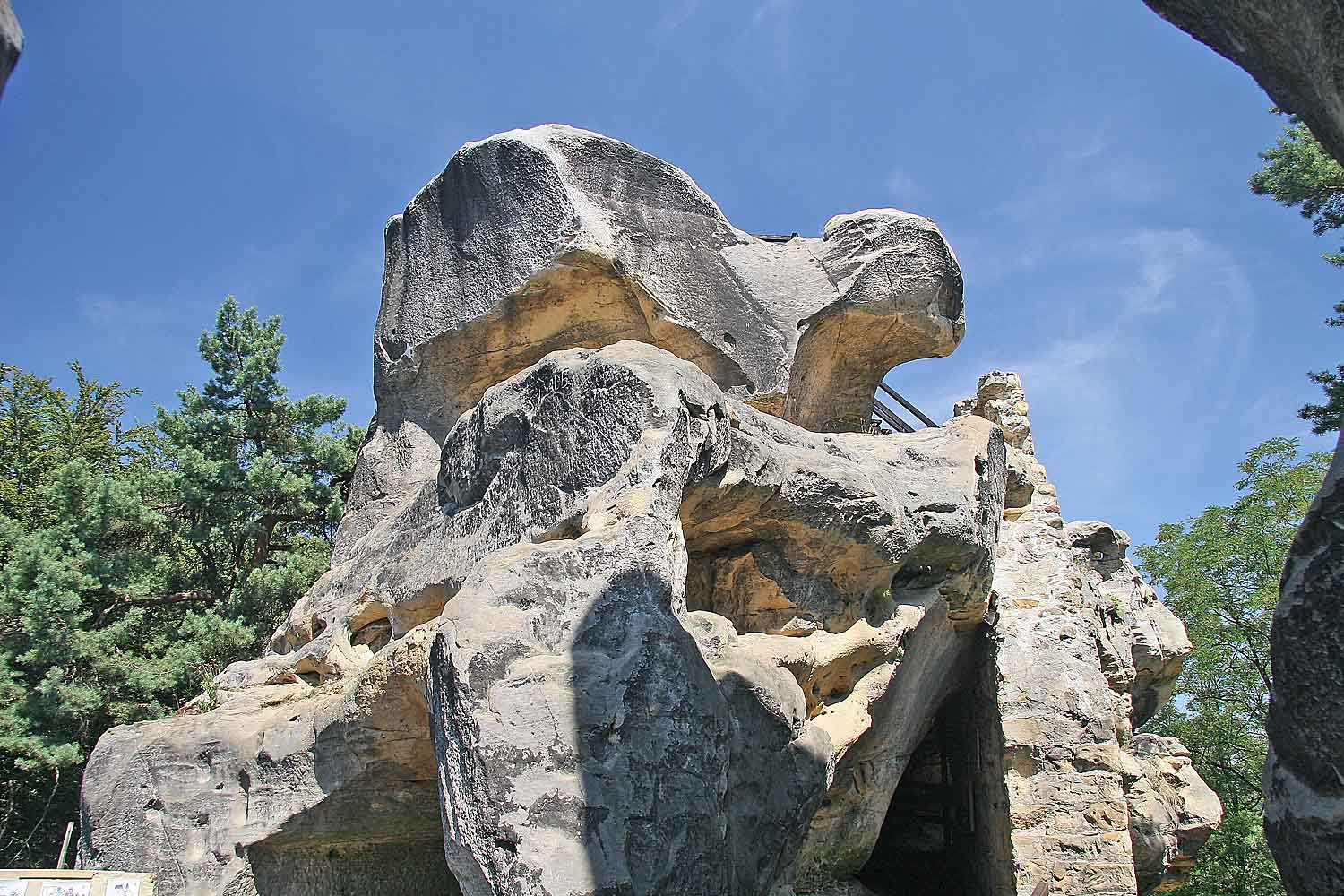
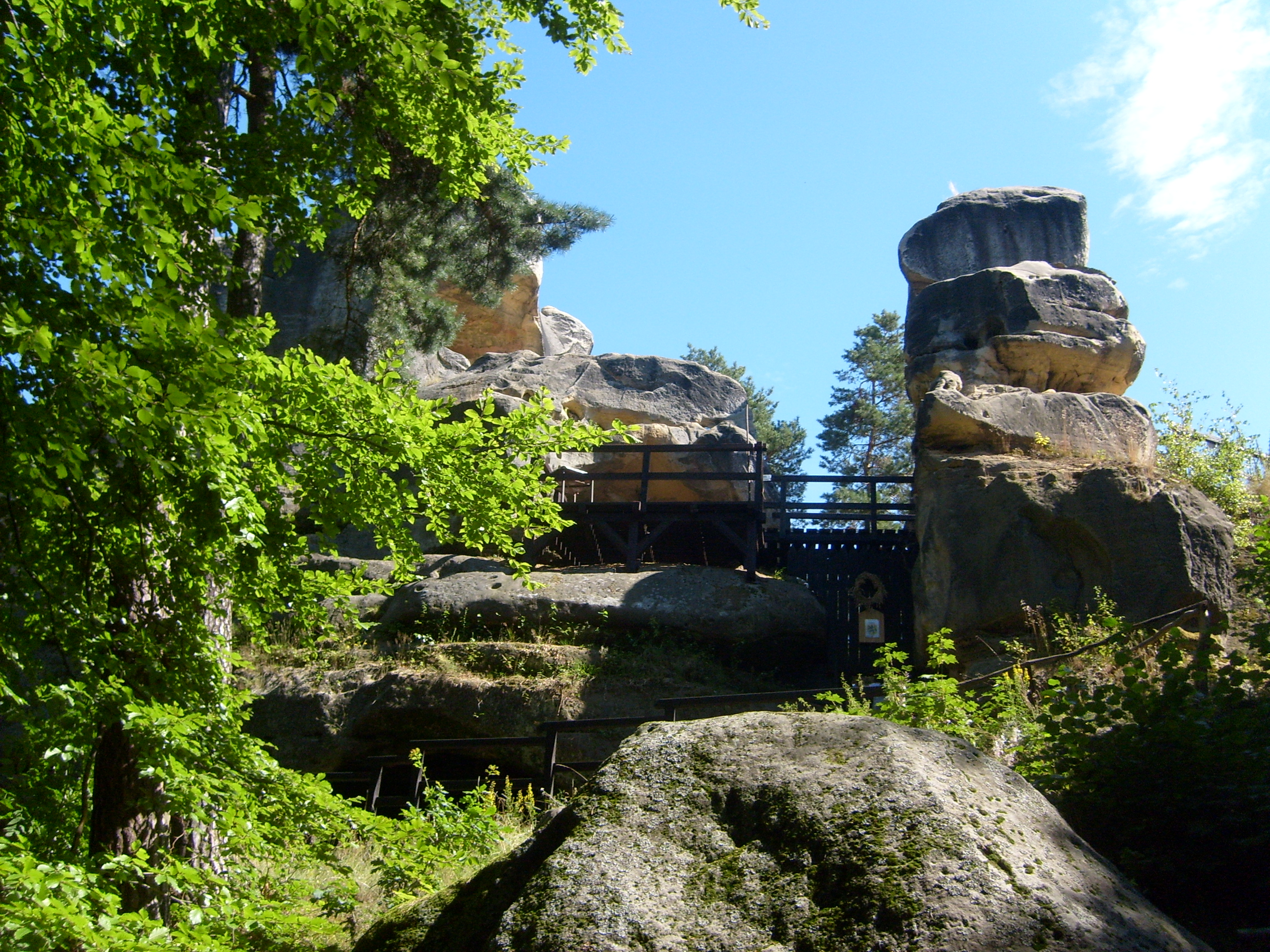

## Transports
Par la route, Klokočí se trouve à 7 km de Turnov, à 14 km de Semily, à 32 km de Liberec et à 98 km de Prague.